# 蚵寮 (雲林縣)
蚵寮，是臺灣雲林縣口湖鄉的一個傳統地域名稱，位於該鄉中部。相較於今日行政區，其範圍大致包括蚵寮村大部分地區、湖東村東南部、謝厝村西南端。

## 歷史
臺灣日治初期，蚵寮地區為一（舊制）街庄，稱為「蚵藔庄」，隸屬於尖山堡。該庄北及東北與口湖庄為鄰，東北與謝厝藔庄為鄰，東南與椬梧庄為鄰，南邊為下湖口庄、牛尿港庄，西邊為新港庄。
1901年（日治明治三十四年）11月，全臺廢縣廳改設二十廳，該庄隸屬於斗六廳。1903年（明治三十六年）6月，該庄編入「新港區」，隸屬於斗六廳。1909年（明治四十二年）10月，合併二十廳為十二廳，新港區改隸屬於嘉義廳。1920年（大正九年），全臺地方制度大改正，廢十二廳改設五州二廳，該庄改制並雅化為「蚵寮」大字，隸屬於臺南州北港郡口湖庄（新制街庄）。
戰後口湖庄改制為口湖鄉，隸屬於臺南縣，大字亦改制為村。1950年10月，雲、嘉、南分治，口湖鄉改隸屬雲林縣。

## 聚落
本地區發展較早的聚落有蚵藔、下萡仔藔等，在日治期初期的官方地圖上已有記載。

## 交通
縣道164號是口湖鄉金湖至嘉義縣民雄（實際終點在新庄子）的道路，經過本地區西北部暨下萡仔藔聚落及東北部，中間跨過口湖地區（口湖鄉市區）。由該道路西段向西南微西可前往新港，並止於新港（金湖）聚落東側的省道台17線路口暨台61線（西部濱海快速公路）口湖交流道；由該道路東段向東南可前往水林鄉、北港鎮、六腳鄉東北端、新港鄉、民雄鄉，並止於新庄子地區西南部的縣道162乙線轉角路口。
鄉道雲131線是三條崙至成龍的道路，經過本地區蚵寮聚落。由該道路向北北西可前往口湖、下崙、萡子寮、三條崙，並止於縣道160號路口；向西南微南可前往牛尿港，並止於鄉道雲144線終點路口（位於今成龍村）。
鄉道雲142線是金湖至拔拉（拔子腳）的道路，經過本地區蚵寮聚落。由該道路向西北西可前往新港，並止於新港（金湖）聚落東側的縣道164號轉角路口；向東北微東可前往謝厝寮地區西南部拔子腳聚落，並止於縣道164號轉角路口。

## 學校
- 崇文國小

## 公務機構
- 口湖鄉公所（位於本地區與口湖地區邊界地帶）
- 口湖鄉鄉民代表會（緊臨口湖地區邊界）
- 口湖鄉衛生所（但緊臨口湖地區邊界）